# Церковь небесного мира
Церковь небесного мира (китайский: 天安堂; пиньинь: Tiān'āntáng), также известна как «церковь Небесного покоя» или «Тянь-Анг-Тонг» — христианская церковь в Фучжоу, Китай. Находится на Цанггян Хилл (仓 前 山) в районе Цаншань, с видом на реку Мин. Название взято по имени улицы Тяньаньли (天 安 里), где церковь находится. Китайское слово Tian’an (天 安) означает «Небесный мир» или «Небесный отдых».